# José Aldo (calciatore)
José Aldo Soares de Oliveira Filho (Surubim, 25 luglio 1998) è un calciatore brasiliano, centrocampista del Mirassol in prestito dall'Ituano.

## Carriera
Ha iniziato a giocare a calcio nel Guarani de Palhoça, per poi proseguire nei settori giovanili di Palmeiras ed Internacional dove ha giocato in prestito dal club di Santa Catarina. Il 15 settembre 2019 ha giocato il suo primo incontro professionistico, scendendo in campo con l'Internacional nella partita di Série A vinta 3-1 contro l'Atlético Mineiro.
Il 7 luglio 2020 è passato in prestito al Portimonense, ma non è riuscito a debuttare in prima squadra rimanendo in Under-23. Rientrato in Brasile nella primavera del 2021, ha disputato il Campionato Gaúcho in prestito al Pelotas per poi passare al Paysandu per i mesi rimanenti del 2021 e per tutta la stagione dell'anno seguente.
Il 10 gennaio 2023 è stato prestato all'Ituano dove ha giocato con continuità sia nel campionato paulista sia in Série B guadagnandosi il riscatto al termine della stagione. Il 2 gennaio 2025 è stato ceduto in prestito al Mirassol, neopromosso in Série A.

## Statistiche

### Presenze e reti nei club
Statistiche aggiornate al 19 aprile 2025.
| Stagione        | Squadra         | Campionato      | Campionato | Campionato | Coppe nazionali | Coppe nazionali | Coppe nazionali | Coppe continentali | Coppe continentali | Coppe continentali | Altre coppe | Altre coppe | Altre coppe | Totale | Totale | Totale |
| Stagione        | Squadra         | Comp            | Pres       | Reti       | Comp            | Pres            | Reti            | Comp               | Pres               | Reti               | Comp        | Pres        | Reti        | Pres   | Reti   |        |
| --------------- | --------------- | --------------- | ---------- | ---------- | --------------- | --------------- | --------------- | ------------------ | ------------------ | ------------------ | ----------- | ----------- | ----------- | ------ | ------ | ------ |
| 2019            | Internacional   | PD/RS+A         | 0+1        | 0          | CB              | 0               | 0               | -                  | -                  | -                  | -           | -           | -           | 1      | 0      |        |
| 2021            | Pelotas         | PD/RS           | 7          | 0          | -               | -               | -               | -                  | -                  | -                  | -           | -           | -           | 7      | 0      |        |
| 2021            | Paysandu        | C               | 5          | 0          | CB              | 0               | 0               | -                  | -                  | -                  | CV          | 3           | 1           | 8      | 1      |        |
| 2022            | Paysandu        | PD/PA+C         | 12+22      | 1+4        | CB              | 2               | 0               | -                  | -                  | -                  | CV          | 6           | 0           | 42     | 5      |        |
| Totale Paysandú | Totale Paysandú | Totale Paysandú | 39         | 5          |                 | 2               | 0               |                    | -                  | -                  |             | 9           | 1           | 50     | 6      |        |
| 2023            | Ituano          | A1/SP+B         | 10+27      | 0          | CB              | 3               | 0               | -                  | -                  | -                  | -           | -           | -           | 40     | 0      |        |
| 2024            | Ituano          | A1/SP+B         | 8+29       | 0+6        | CB              | 0               | 0               | -                  | -                  | -                  | -           | -           | -           | 37     | 6      |        |
| Totale Ituano   | Totale Ituano   | Totale Ituano   | 74         | 6          |                 | 3               | 0               |                    | -                  | -                  |             | -           | -           | 77     | 6      |        |
| 2025            | Mirassol        | A1/SP+A         | 7+5        | 0          | CB              | 0               | 0               | -                  | -                  | -                  | -           | -           | -           | 12     | 0      |        |
| Totale carriera | Totale carriera | Totale carriera | 121        | 13         |                 | 1               | 0               |                    | -                  | -                  |             | 14          | 3           | 136    | 16     |        |

## Palmarès

### Club

#### Competizioni regionali
- Copa Verde: 1

Paysandú: 2022